# Хес, Забине
Забине Хес (нем. Sabine Heß; род. 1 октября 1958, Дрезден), в замужестве Шуберт (нем. Schubert) — немецкая гребчиха, рулевая, выступавшая за сборную ГДР по академической гребле во второй половине 1970-х годов. Чемпионка летних Олимпийских игр в Монреале, чемпионка мира, победительница многих регат национального и международного значения.

## Биография
Забине Хес родилась 1 октября 1958 года в Дрездене, ГДР. Проходила подготовку в местном спортивном клубе «Айнхайт Дрезден».
Впервые заявила о себе в гребле в 1975 году, став третьей на чемпионате Восточной Германии.
Наивысшего успеха в своей спортивной карьере добилась в сезоне 1976 года, когда вошла в основной состав восточногерманской национальной сборной и благодаря череде удачных выступлений удостоилась права защищать честь страны на летних Олимпийских играх в Монреале. Совместно с Карин Метце, Габриеле Лос, Бианкой Шведе и Андреа Курт заняла первое место в программе женских рулевых четвёрок, завоевав тем самым золотую олимпийскую медаль. За это выдающееся достижение по итогам сезона была награждена орденом «За заслуги перед Отечеством» в серебре.
После монреальской Олимпиады Хес ещё в течение некоторого времени оставалась в составе гребной команды ГДР и продолжала принимать участие в крупнейших международных регатах. Так, в 1977 году в восьмёрках она выиграла мировое первенство в Амстердаме.
На чемпионате ГДР 1978 года финишировала со своим экипажем второй — таким образом выбыла из основного состава сборной и не прошла отбор на предстоящий чемпионат мира.
Завершив спортивную карьеру, работала воспитательницей в детском саду.